# ایرباس ای۳۴۰

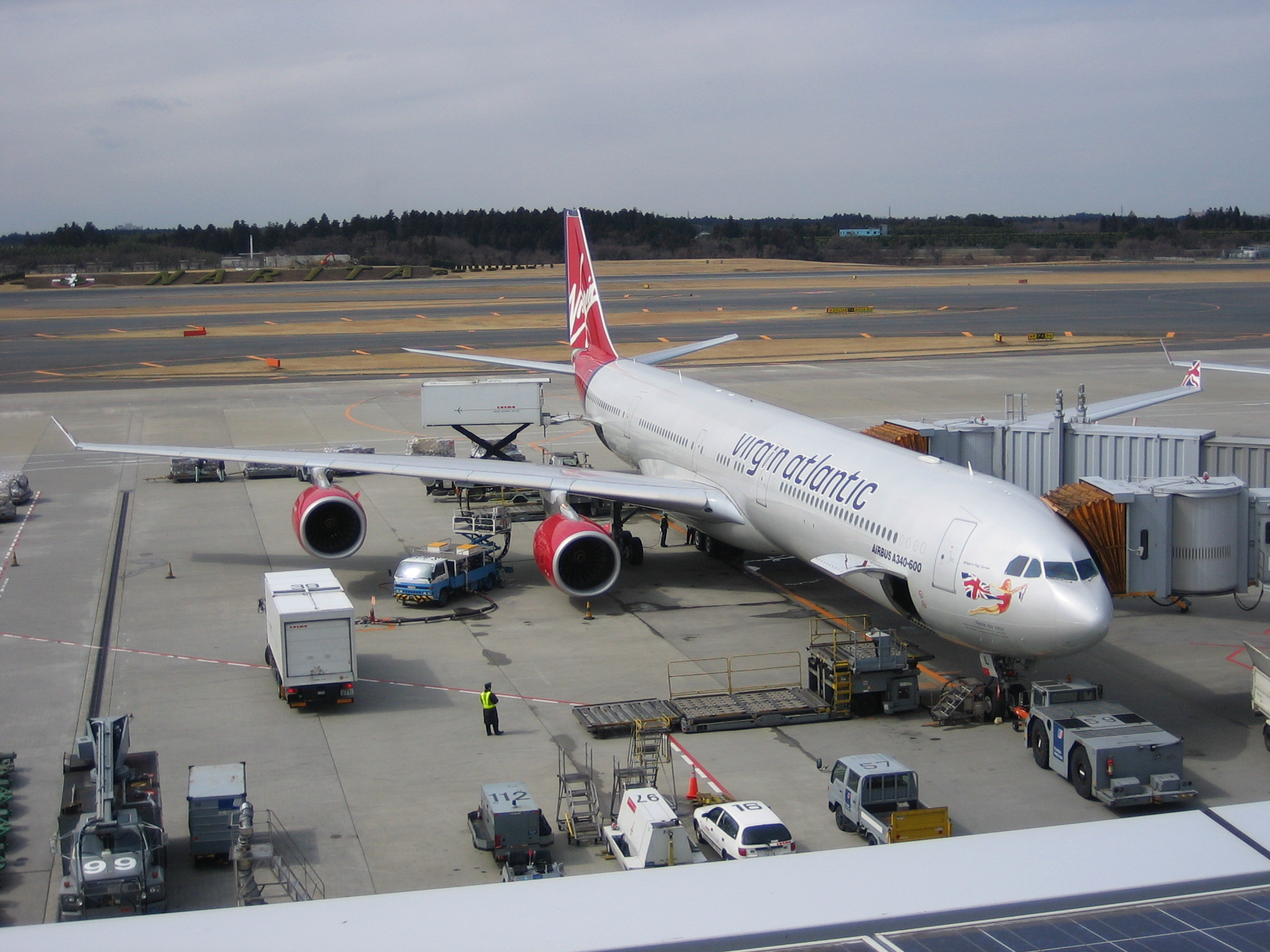
ایرباس ای۳۴۰–۶۰۰ ویرجین اتلانتیک در فرودگاه ناریتا

ایرباس ای۳۴۰ (Airbus A340) یک سری هواپیمای مسافربری پهن‌پیکر چهارموتوره است که توسط شرکت ایرباس اروپا توسعه‌یافته و ساخته شده‌است. کاربرد اصلی این هواپیما در جابجایی شمار بالایی مسافر در مسافت‌های طولانی است. توسعه ایرباس ای۳۴۰ از سال ۱۹۸۷ آغاز شد و نخستین بار در ۳ آبان ۱۳۷۰ (۲۵ اکتبر ۱۹۹۱) به پرواز درآمد. طراحی و ساخت این هواپیما همزمان با ایرباس ای۳۳۰ انجام گرفت. ای۳۴۰ در ۴ مدل ۲۰۰، ۳۰۰، ۵۰۰ و ۶۰۰ ارائه می‌شد که مدل ۳۰۰ برای مسیرهای بیش از ۷۴۰۰ ناتیکال مایل (۱۳۷۰۴ کیلومتر) طراحی شده‌است که همه نیازهای ۳۰۰ مسافر را برای این سفرها برآورده کرده‌است.
مدل ششصد این هواپیما تا پیش از رونمایی بویینگ ۷۴۷ سری هشت، طویل‌ترین هواپیمای مسافربری جهان بود تا سال ۲٠۱۲ جمعاً ٣٨٠ فروند از این هواپیما تولید و پس این تاریخ با تمرکز بر تولید مدل ای٣٣٠، تولید آن متوقف گردید. مدل ۵۰۰ که دوربردترین مدل است و توان جابجایی بیش از ۳۱۳ مسافر در ۳ کلاس برای مسیرهای بیش از ۹۰۰۰ ناتیکال مایل (۱۶۶۶۸ کیلومتر) را دارد.
هواپیمایی سنگاپور از مدل ۵۰۰ این هواپیما برای مسیر سنگاپور به نیویورک استفاده می‌کرد که بیش از ۱۸ ساعت طول می‌کشید. اکنون هواپیمایی سنگاپور از ایرباس ای۳۵۰ اکس‌دابلیوبی برای این مسیر استفاده می‌کند. در برخی از گونه‌های این هواپیما شامل سری‌های -۲۰۰ و -۳۰۰ از موتور سی‌اف‌ام۵۶ سری ۵-سی استفاده شده است. همچنین در دیگر گونه‌های این مدل از موتورهای رولزرویس استفاده می‌شود. مدل ۶۰۰ که طویل‌ترین مدل ۳۴۰ است قابلیت ترابرد ۳۶۰ مسافر در ۳ کلاس یا ۴۱۹ مسافر در ۲ کلاس را برای مسیرهای بیش از ۷۹۰۰ ناتیکال مایل دارد. این مدل هم مانند مدل ۵۰۰ از موتورهای رولزرویس ترنت ۵۰۰ بهره می‌گیرد.

## مشخصات و شرکت های استفاده کننده

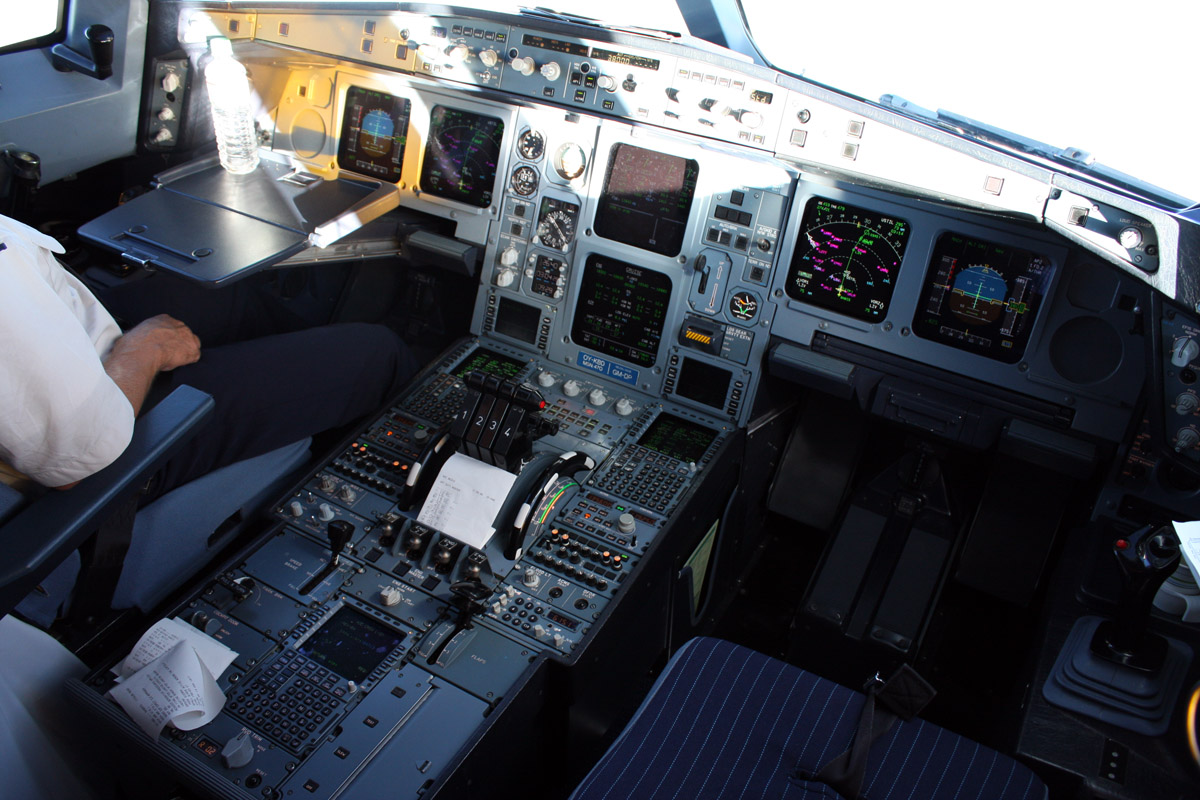
کابین خلبان

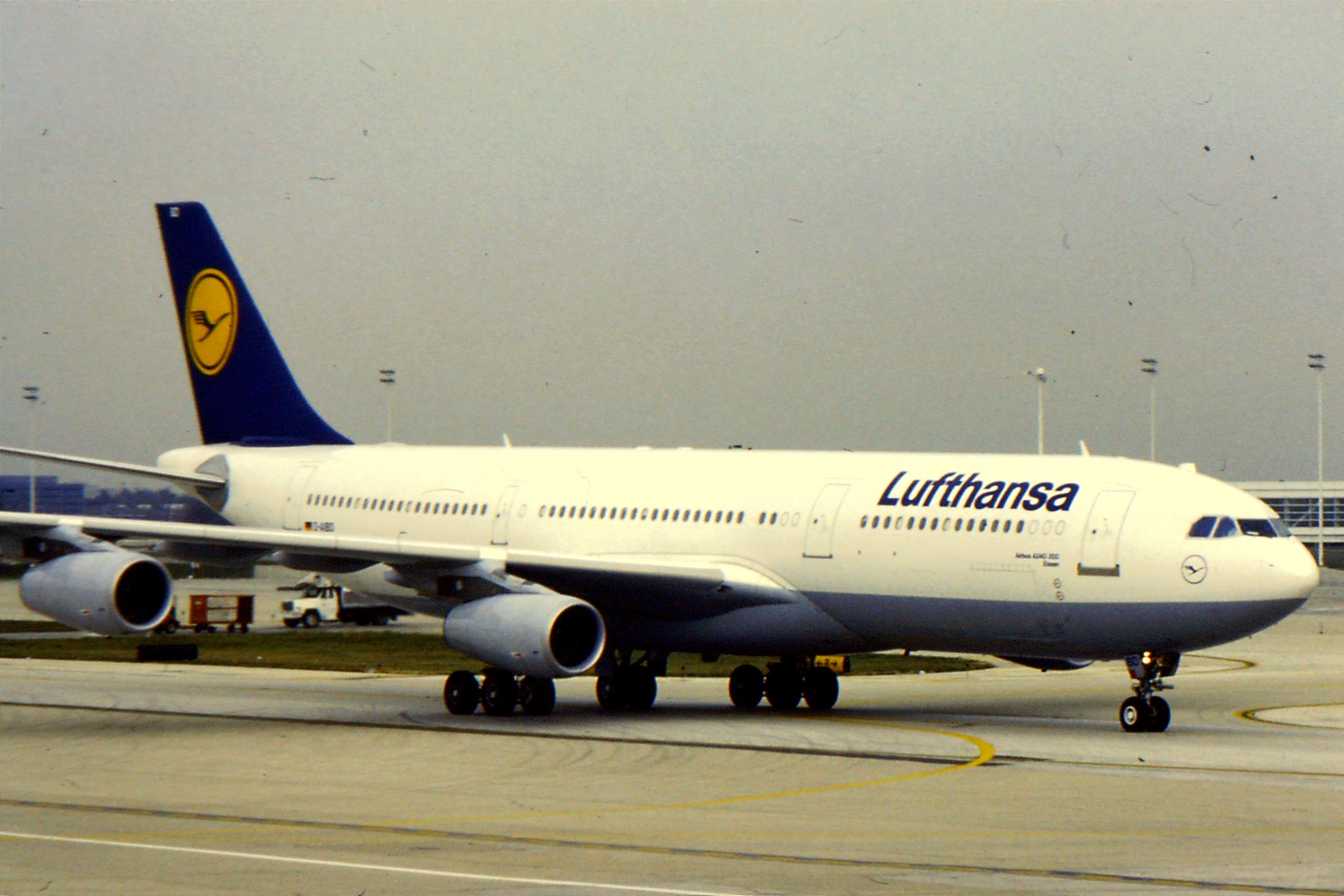
ایرباس200-340

ایرباس ای۳۴۰ دارای چهار موتور توربوفن سی‌اف‌ام اینترنشنال سی‌اف‌ام۵۶ سری -۵سی (برای انواع ایرباس ای۳۴۰ سری ۲۰۰ و ۳۰۰) در زیر دو بال است.
- فاصله نوک دو بال: ۶۰٫۳ متر
- طول: ۶۳٫۶ متر
- ارتفاع: ۱۶٫۸ متر
- ظرفیت مسافر: ۴۴۰ نفر
- بیشینه سرعت:۰/۸۶ماخ (۹۱۲ کیلومتر بر ساعت)
- محدوده پرواز: ۱۳۱۵۰ کیلومتر

| شرکت هواپیمایی                | کشور                                          | 600         | 500 | 300              | 200 | تصویر      |
| ----------------------------- | --------------------------------------------- | ----------- | --- | ---------------- | --- | ---------- |
| لوفت هانزا                    | المان                                         | 10          |     | 17               |     |            |
| هواپیمایی ماهان               | ایران                                         | 4           |     | 8                | 1   |            |
| هواپیمایی اسمان               | ایران                                         |             |     | 1                |     |            |
| ایر ماداگاستار                | ماداگاستار                                    |             |     | 1                |     |            |
| ایر ایکس چارتر                | مالت                                          |             |     | 2                |     |            |
| های فلای                      | مالت                                          |             |     | 6(یک فروند باری) |     |            |
| آئرو مالت                     | مالت                                          | 3(کارگو)    |     |                  |     | فاقد تصویر |
| سوئیس ایر                     | سوئیس                                         |             |     | 5                |     |            |
| ادلوایس ایر                   | سوئیس                                         |             |     | 4                |     |            |
| هواپیمایی اذربایجان           | اذربایجان                                     | 1(تشریفاتی) |     |                  |     |            |
| کونویاسا                      | ونزوئلا                                       | 3           |     | 1                | 1   |            |
| نیروی هوایی تایلند            | تایلند                                        |             | 1   |                  |     | فاقد تصویر |
| استفاده کنندگان خصوصی و دولتی | ایران عربستان مصر اسواتینی الجزایر کویت ترکیه | 3           | 7   | 5                | 5   |            |
| کام ایر                       | افغانستان                                     |             |     | 3                |     |            |
| گارودا ایندونزیا              | اندونزی                                       |             |     | 2                |     | فاقد تصویر |
| پلاس اولترا                   | اسپانیا                                       |             |     | 2                |     |            |
| هواپیمایی افریقا جنوبی        | آفریقا جنوبی                                  |             |     | 1                |     |            |
| هواپیمایی سوریه               | سوریه                                         |             |     | 2                |     |            |
| فاش نشده                      | ایران                                         |             |     | 1                |     | فاقد تصویر |
| مجموع                         |                                               | 25          | 7   | 58               | 7   | فاقد تصویر |

ایرباس ۳۴۰ در ناوگان هوایی ایران

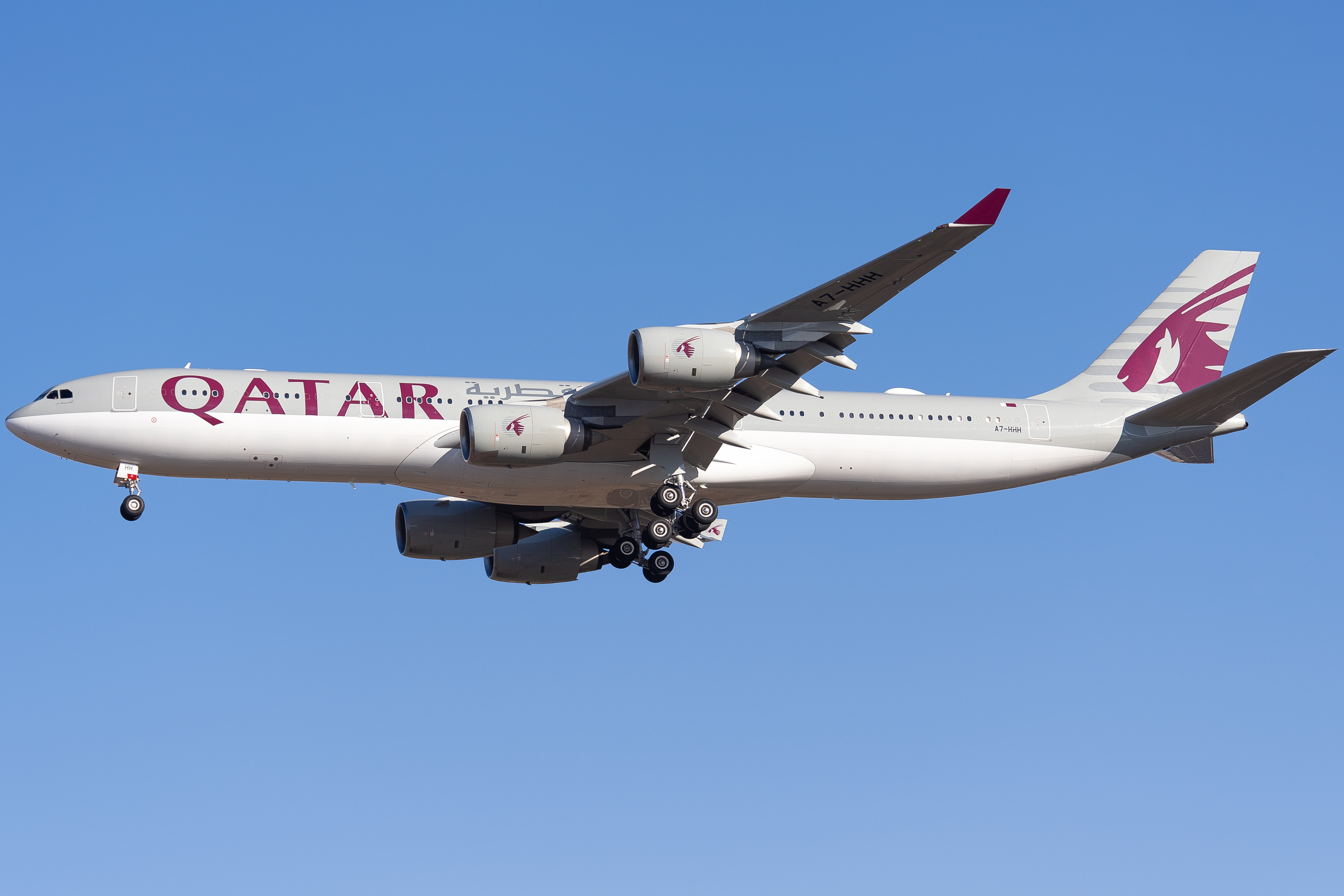
ایرباس500-340 هواپیمایی قطر

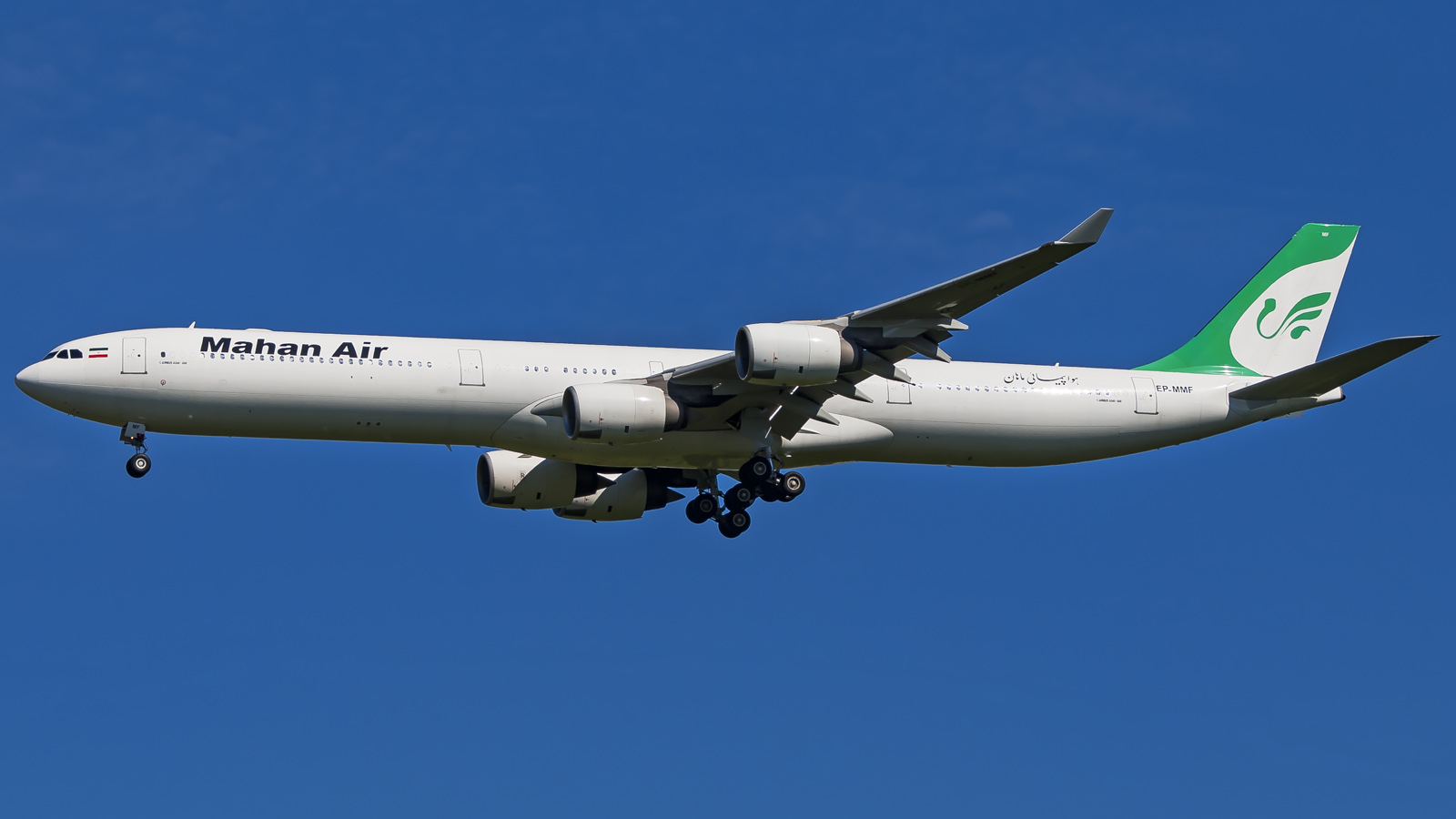
ایرباس600_340 هواپیمایی ماهان

در ایران دو شرکت هواپیمایی ماهان ، هواپیمایی آسمان در نسخه مسافربری و دولت جمهوری اسلامی ایران نسخه تشریفاتی از ایرباس ۳۴۰ در ناوگان خود استفاده می کنند.
هواپیمایی ماهان
این شرکت از گذشته تاکنون از ایرباس های A340-300,A340-200 و A340-600  در ناوگان خود استفاده می کرده است که به شرح زیر است:
یک فروند ایرباس A340-200 با کد ثبتی :EP-MJA
۷ فروند ایرباسA340-300 با کدهای ثبتی:EP-MMA,EP-MMB ,EP-MMC ,EP-MMD ,EP-MMT  EP-MJE و EP-MJF
۷ فروند ایرباسA340-600 با کدهای ثبتی :EP-MME,EP-MMF,EP-MMG,EP-MMH,EP-MMI,EP-MMQ و EP-MMR
لازم به ذکر است این شرکت در سال ۲۰۱۵ یکی از ۳۴۰ سری ۶۰۰ های خود به با کد ثبتی EP-MMG به دلیل مشکل سازه به عنوان انبارقطعه برای سایر ۳۴۰ سری ۶۰۰ های خود استفاده شد و در سال های ۲۰۲۲ و ۲۰۲۳ سه ایرباس ۳۴۰ سری ۶۰۰ این شرکت با کدهای ثبتی MMF,MMH و MMI به هواپیمایی کونویاسا فروخته شدند.
هواپیمایی آسمان
این شرکت هواپیمایی از سال ۲۰۱۲ دارای یک فروند  ایرباس A340-300 با کد ثبتی EP-APA در ناوگان هوایی خود است.
دولت جمهوری اسلامی ایران
دولت جمهوری اسلامی ایران دارای یک فروند ایرباس A340-300 با کد ثبتی EP-IGA در ناوگان خود است که در سال های گذشته این ایرباس با کدهای ثبتی EP-AJA و EP-DAA برای دولت جمهوری اسلامی ایران پرواز کرد.
لازم به ذکر است که ایران ایر در سال ۲۰۰۷ یک فروند ایرباسA340-200 را با کد ثبتی YV1004 از هواپیمایی کونویاسا اجاره کرده بود.

## نگارخانه

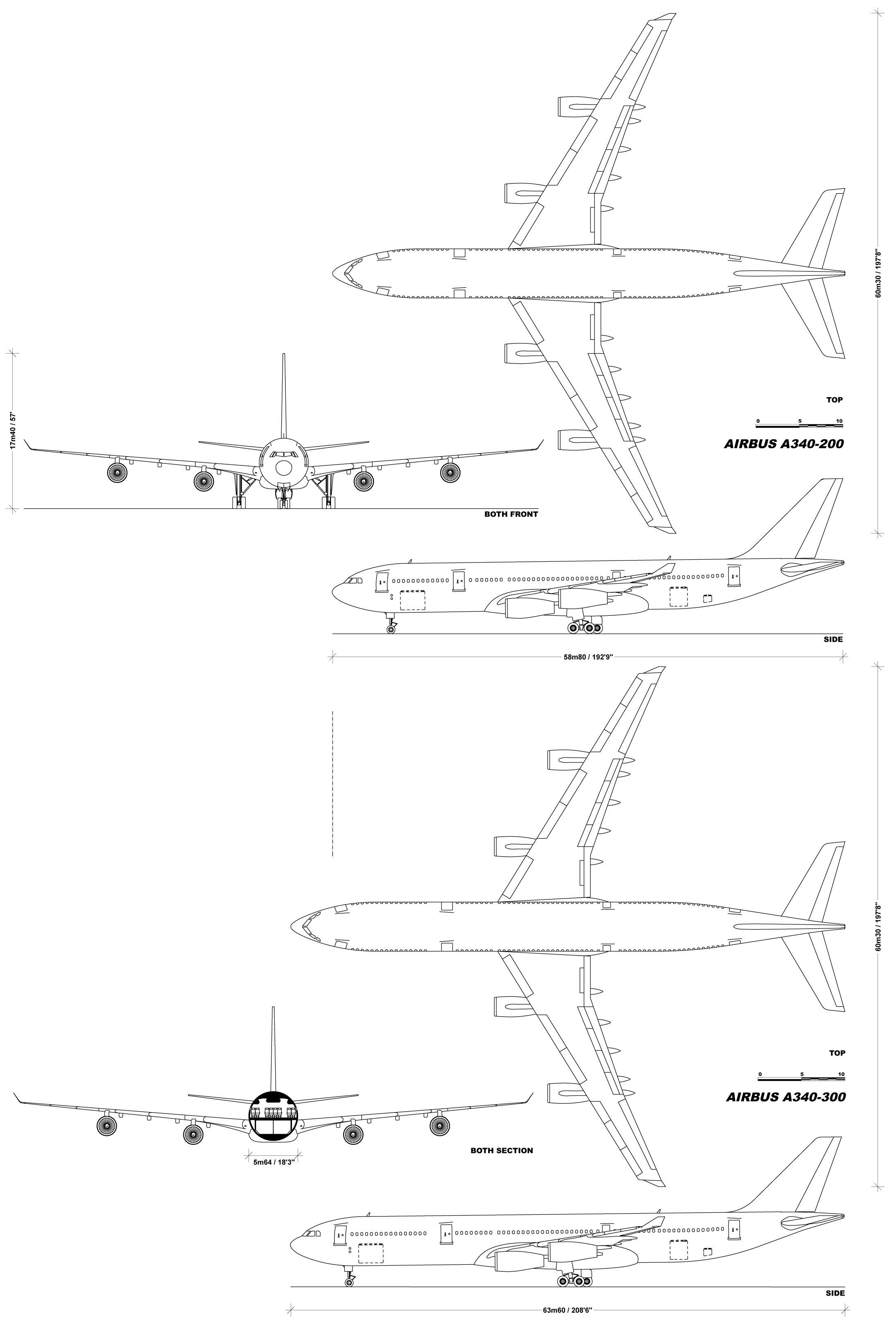
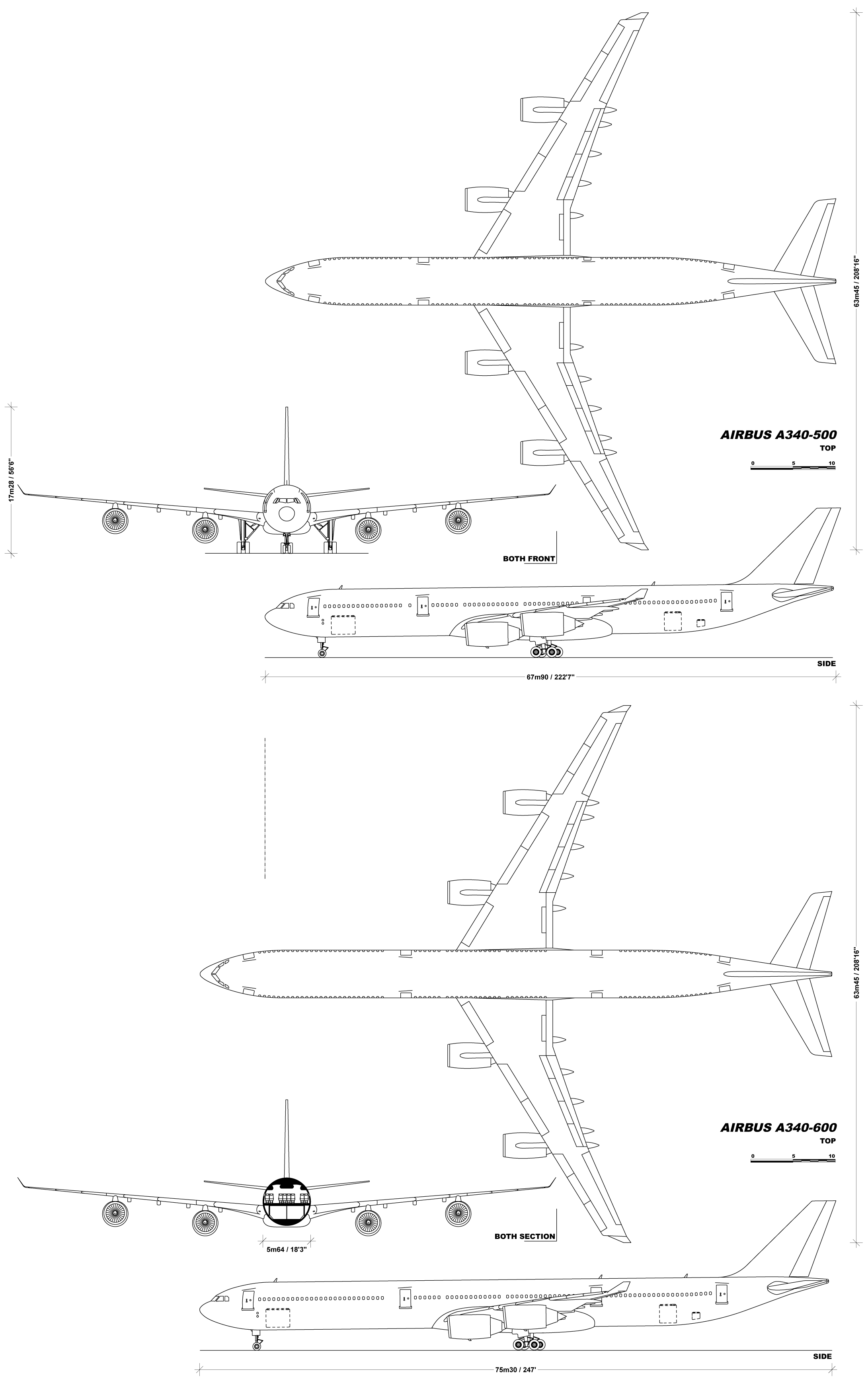
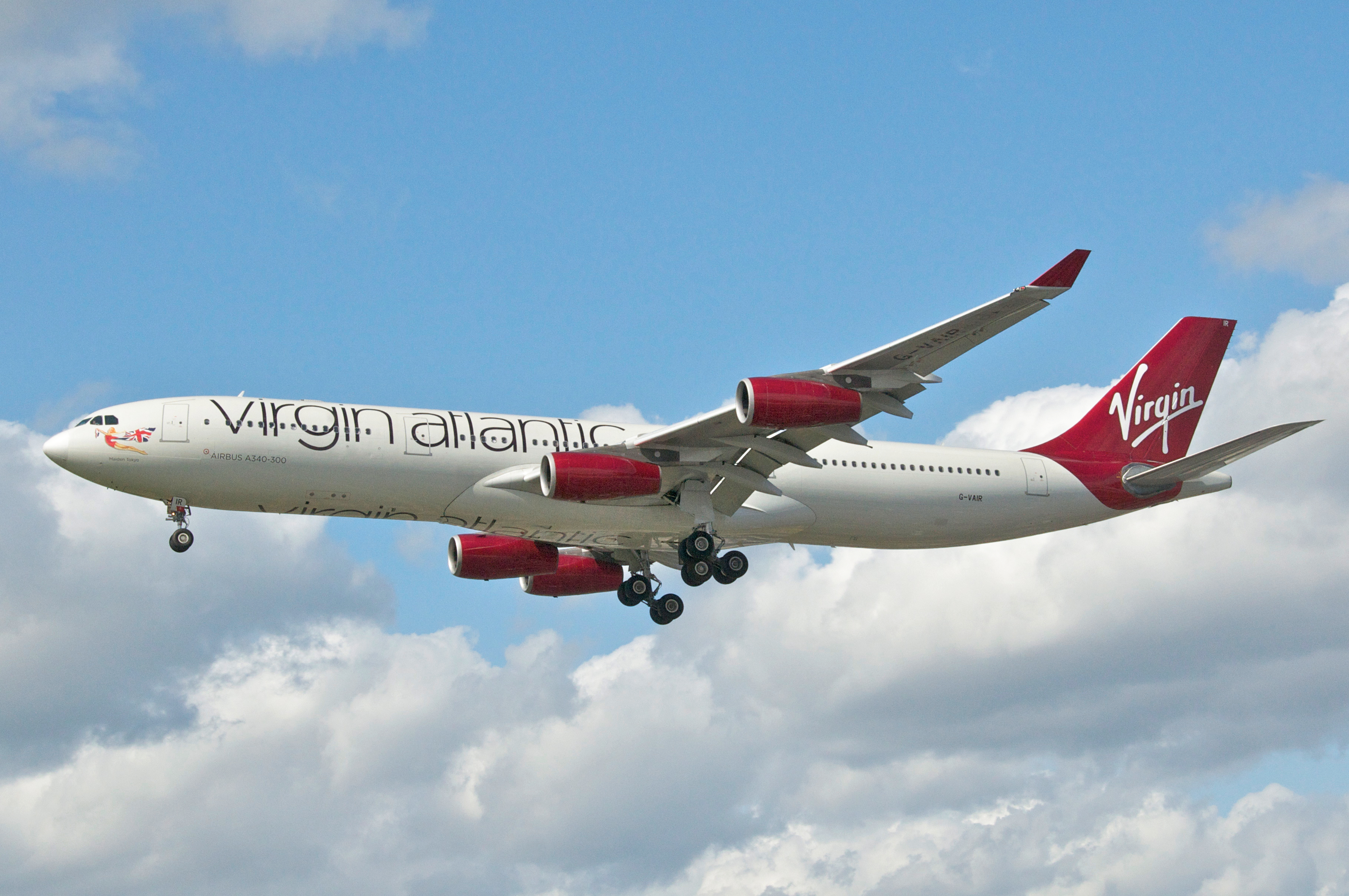
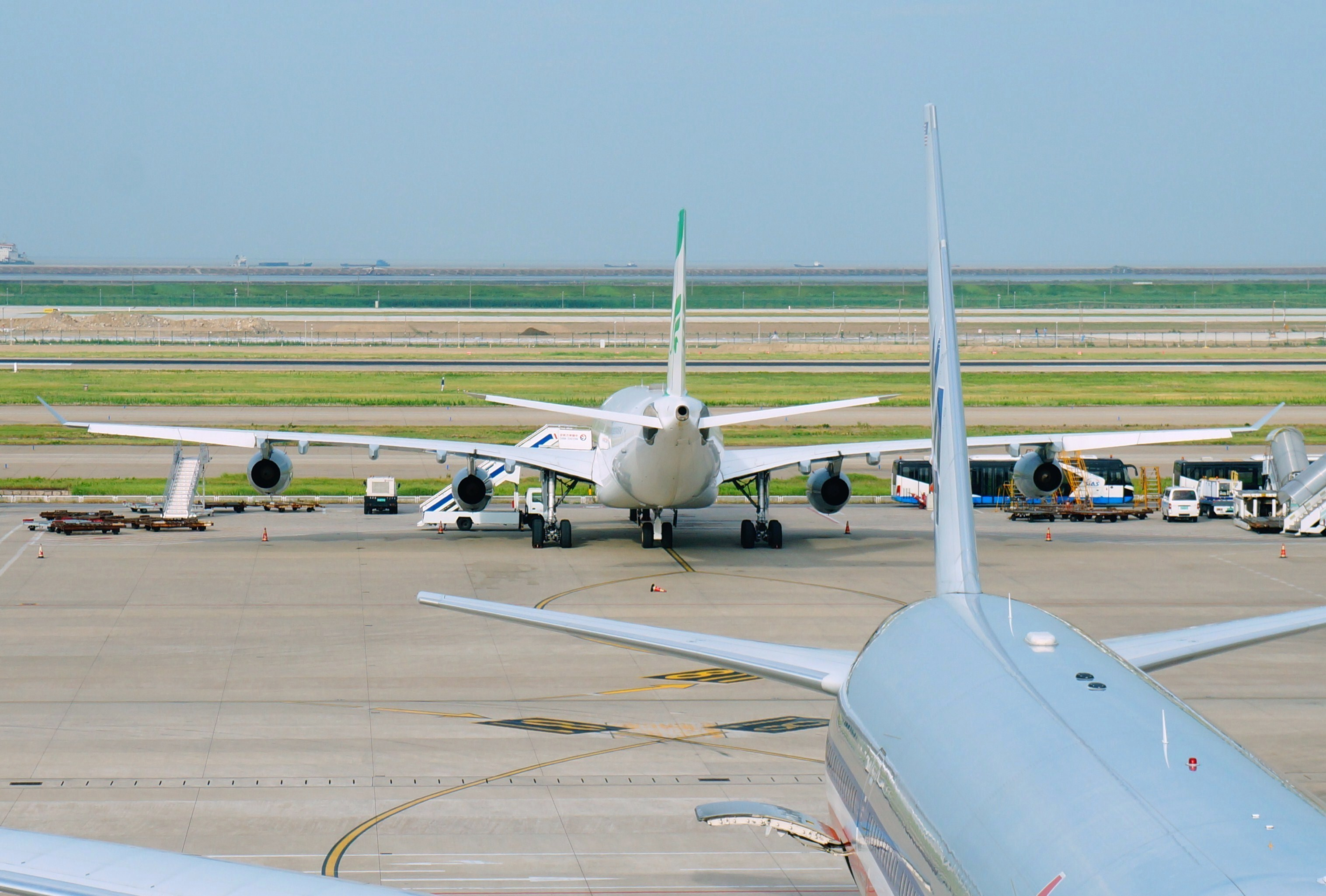
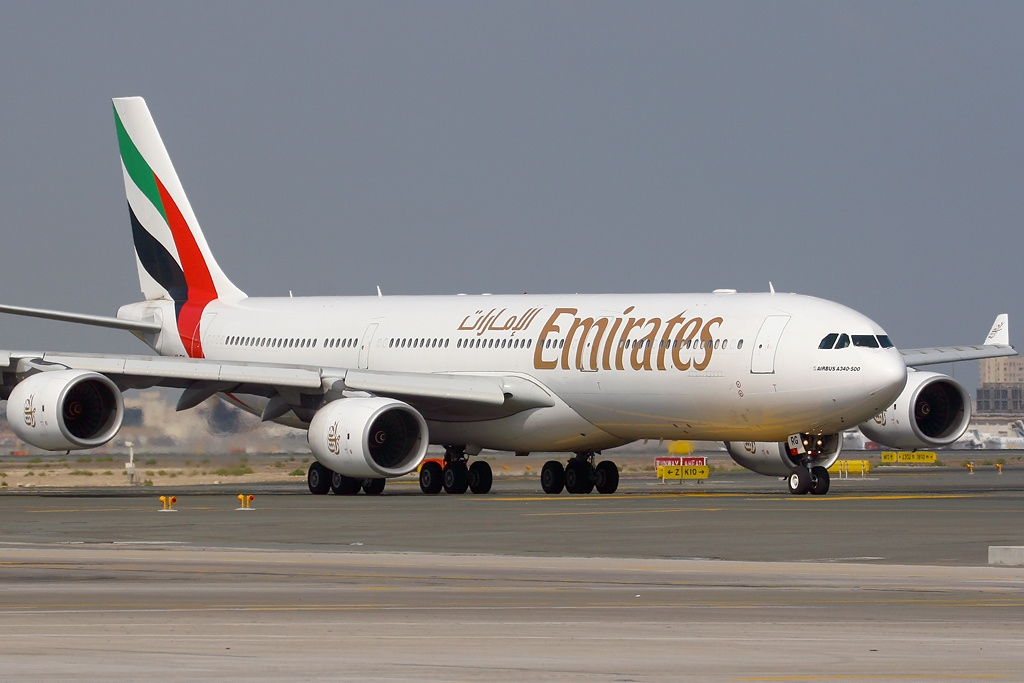
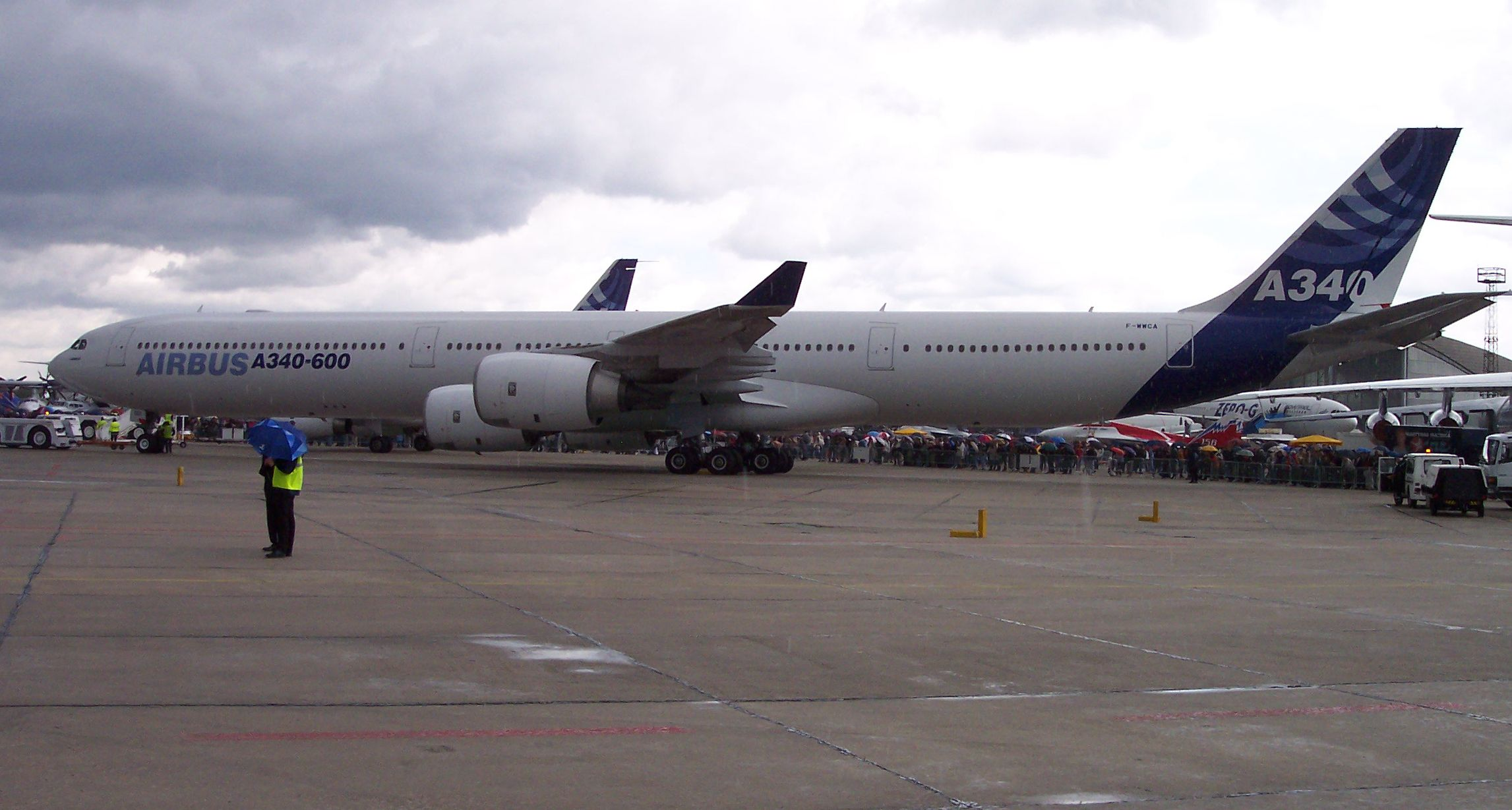
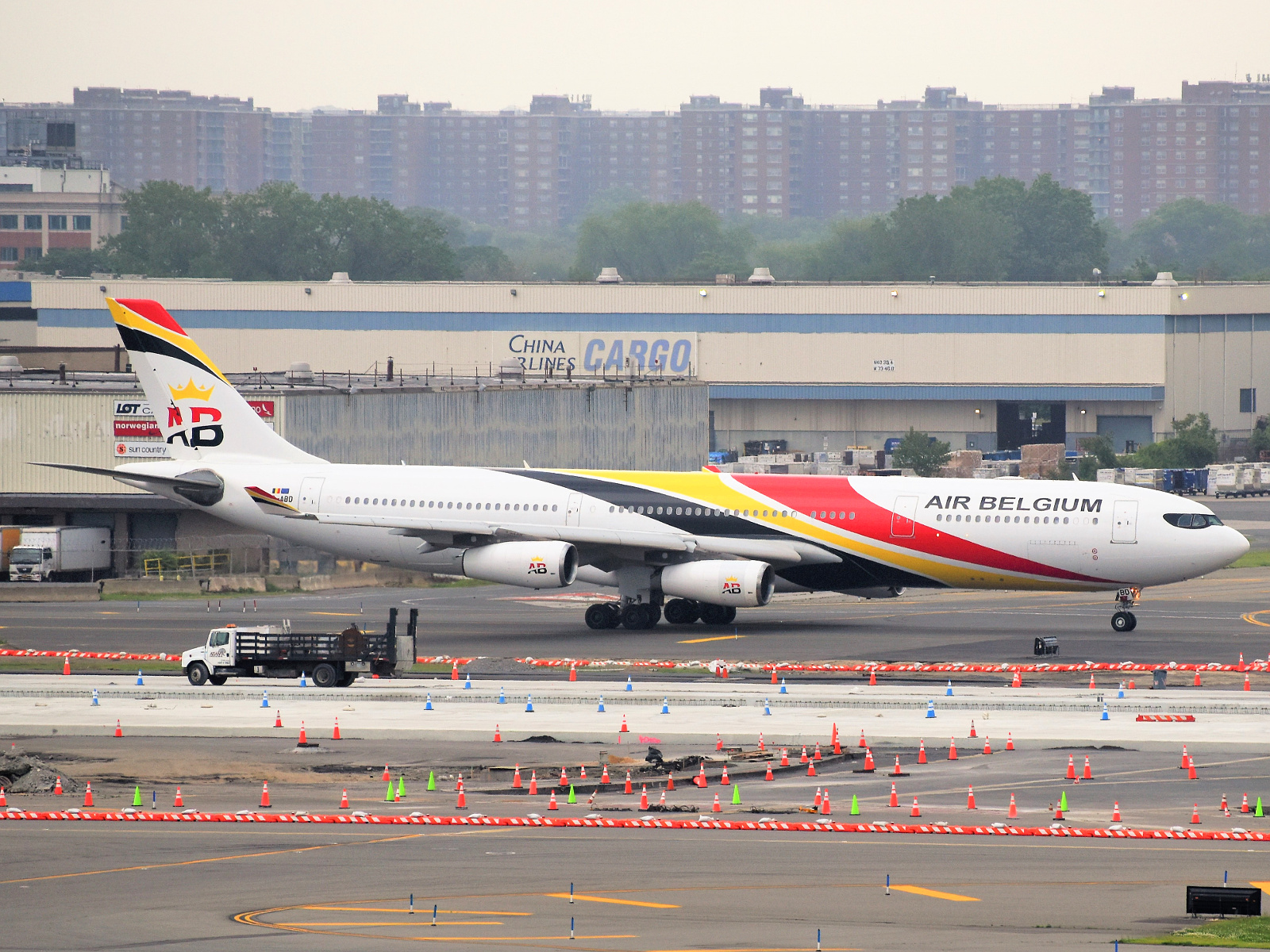
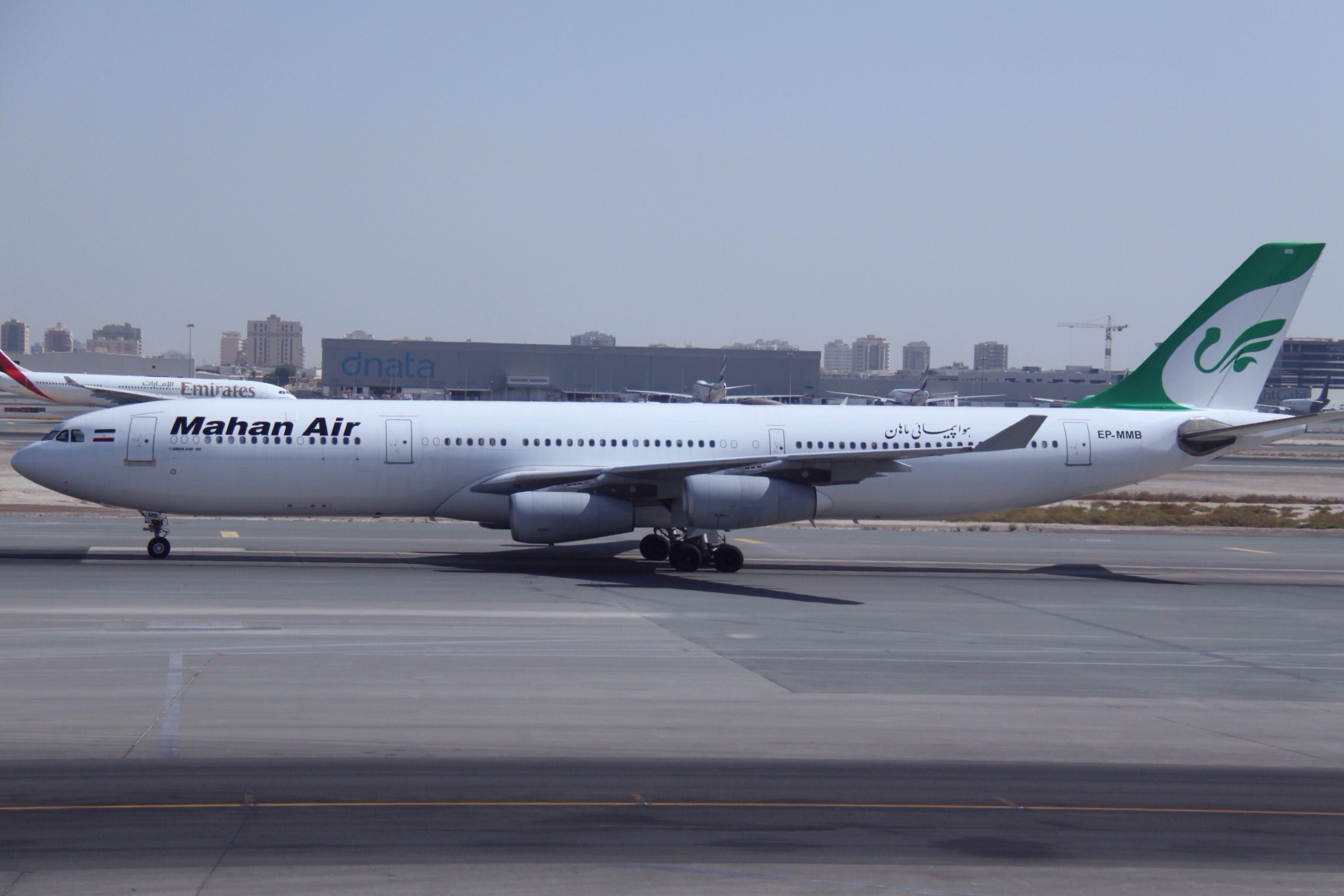
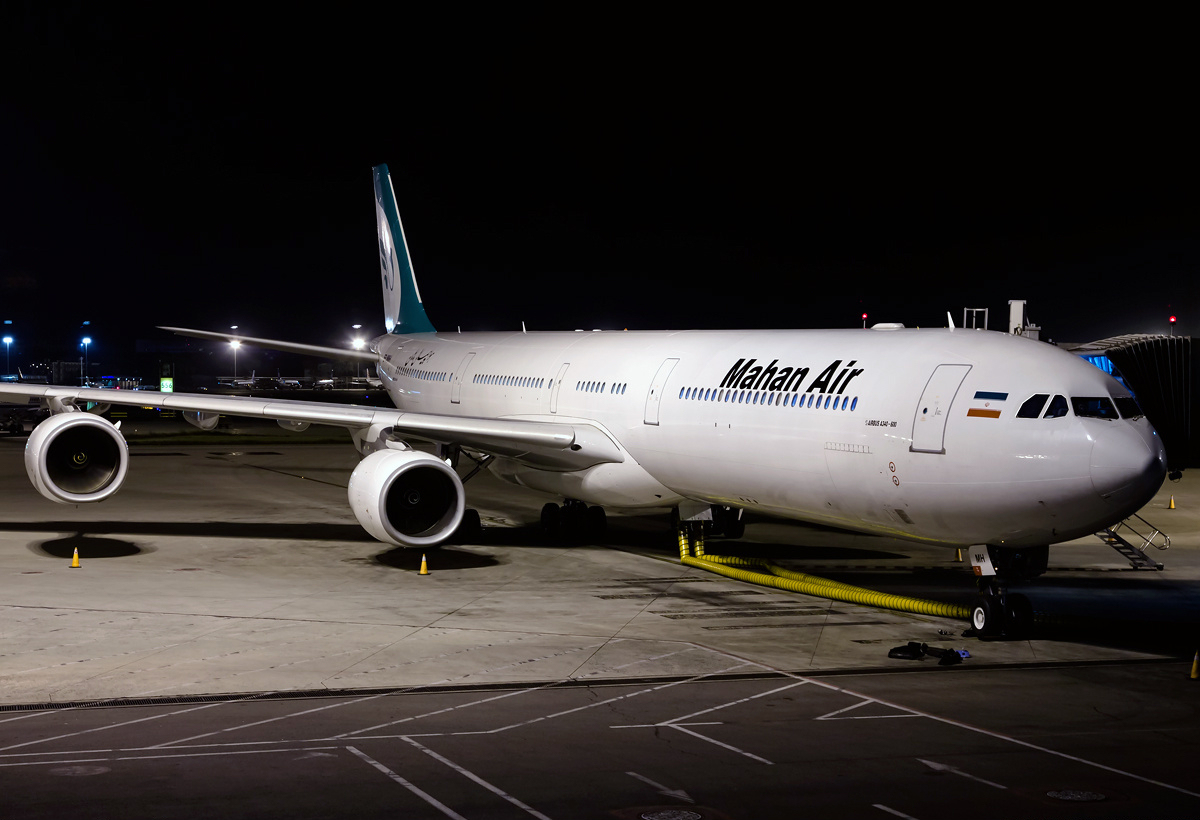
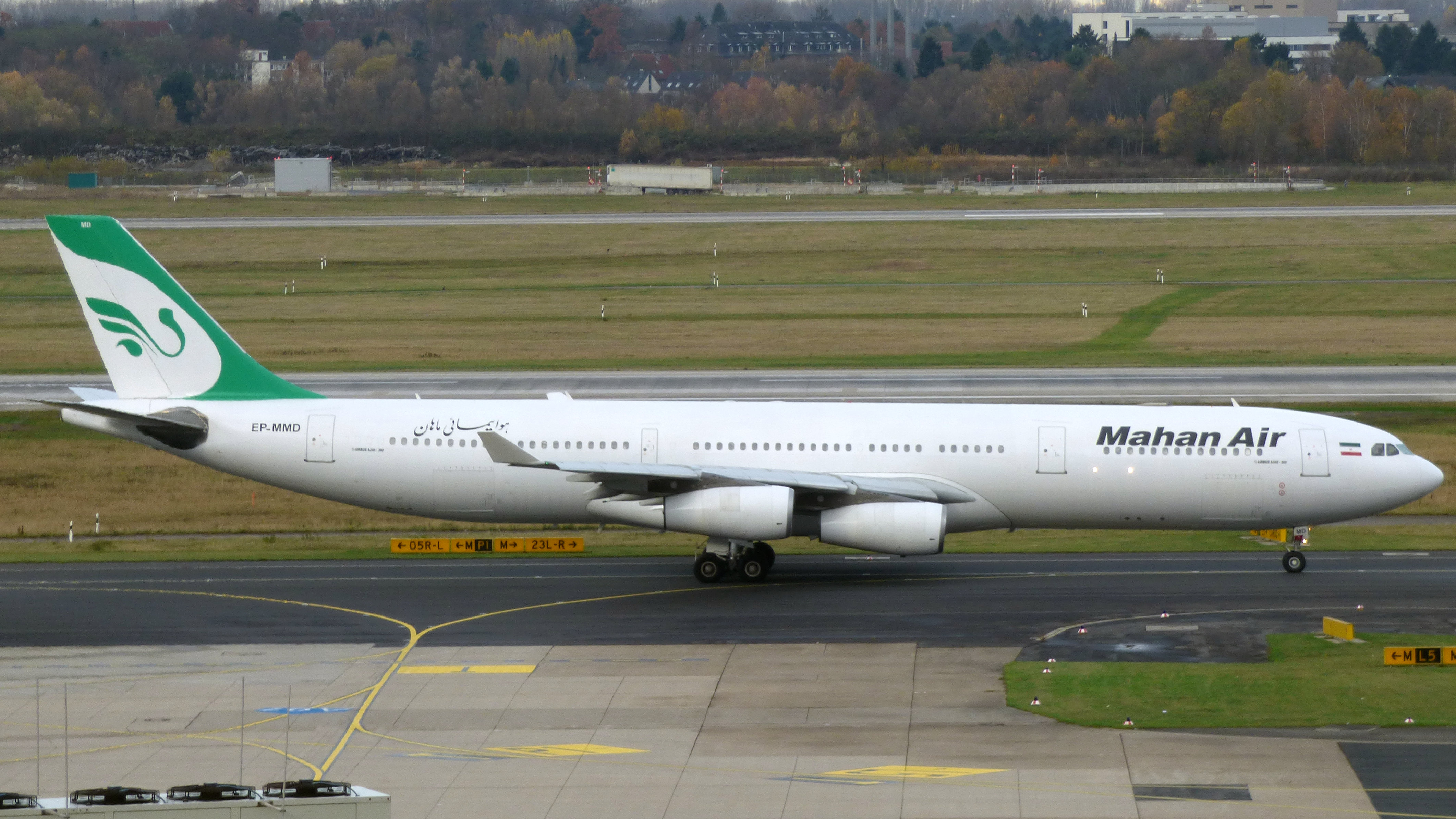
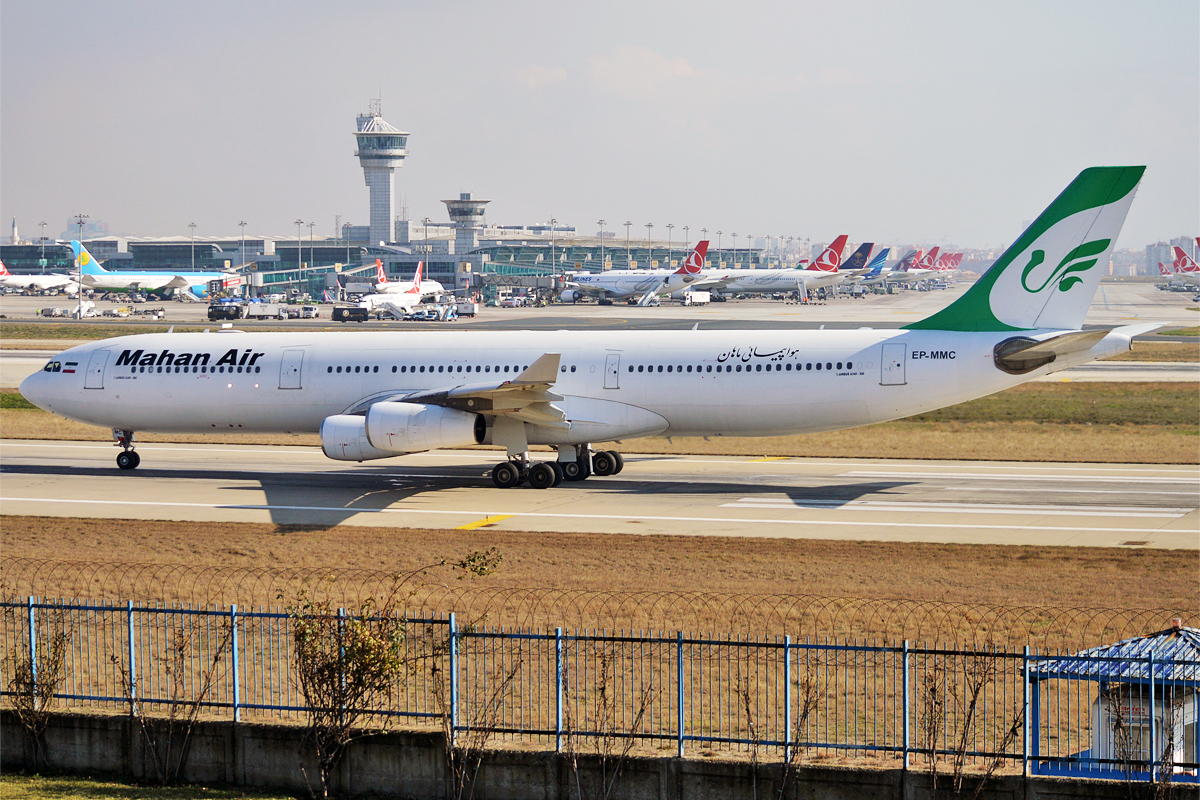
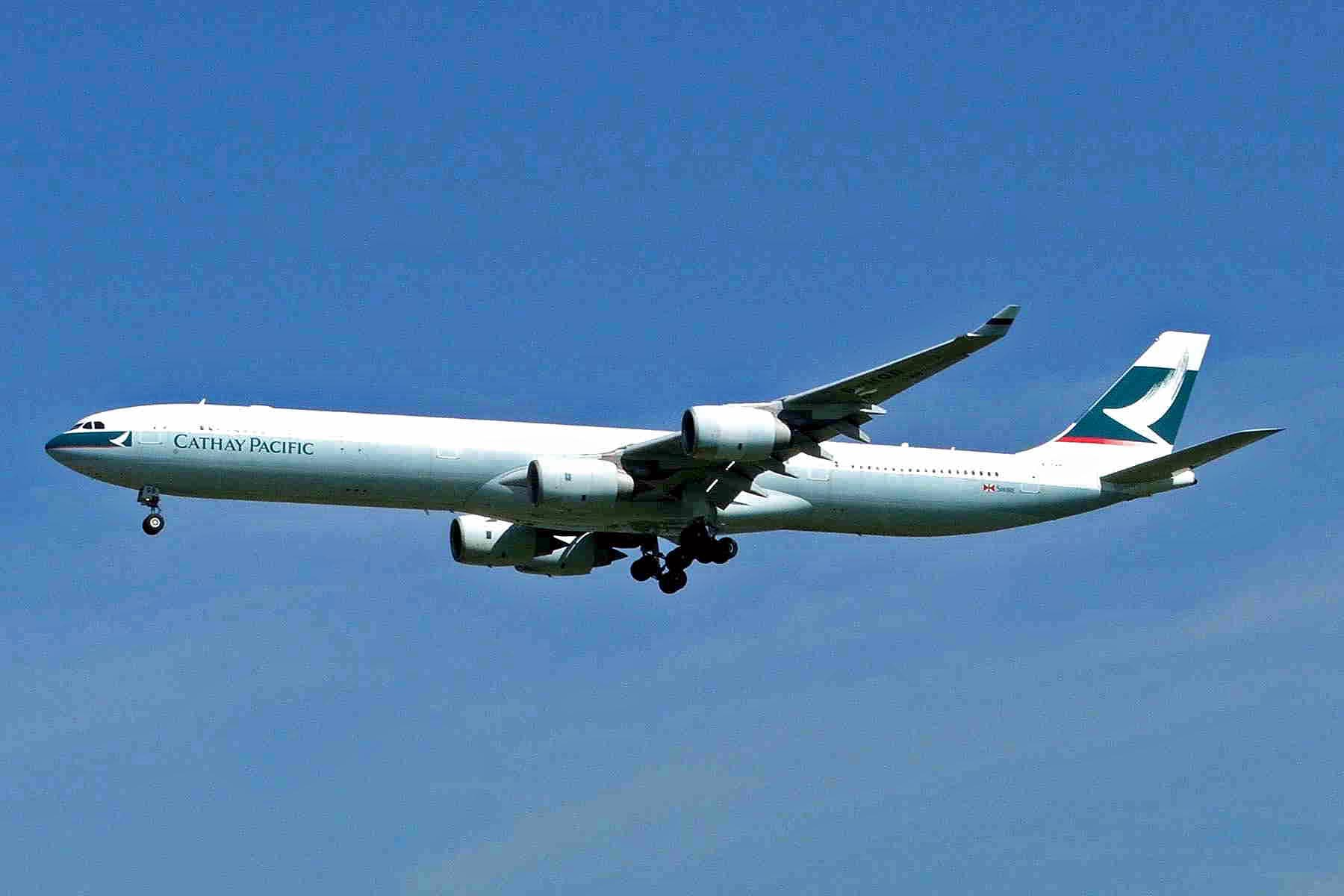
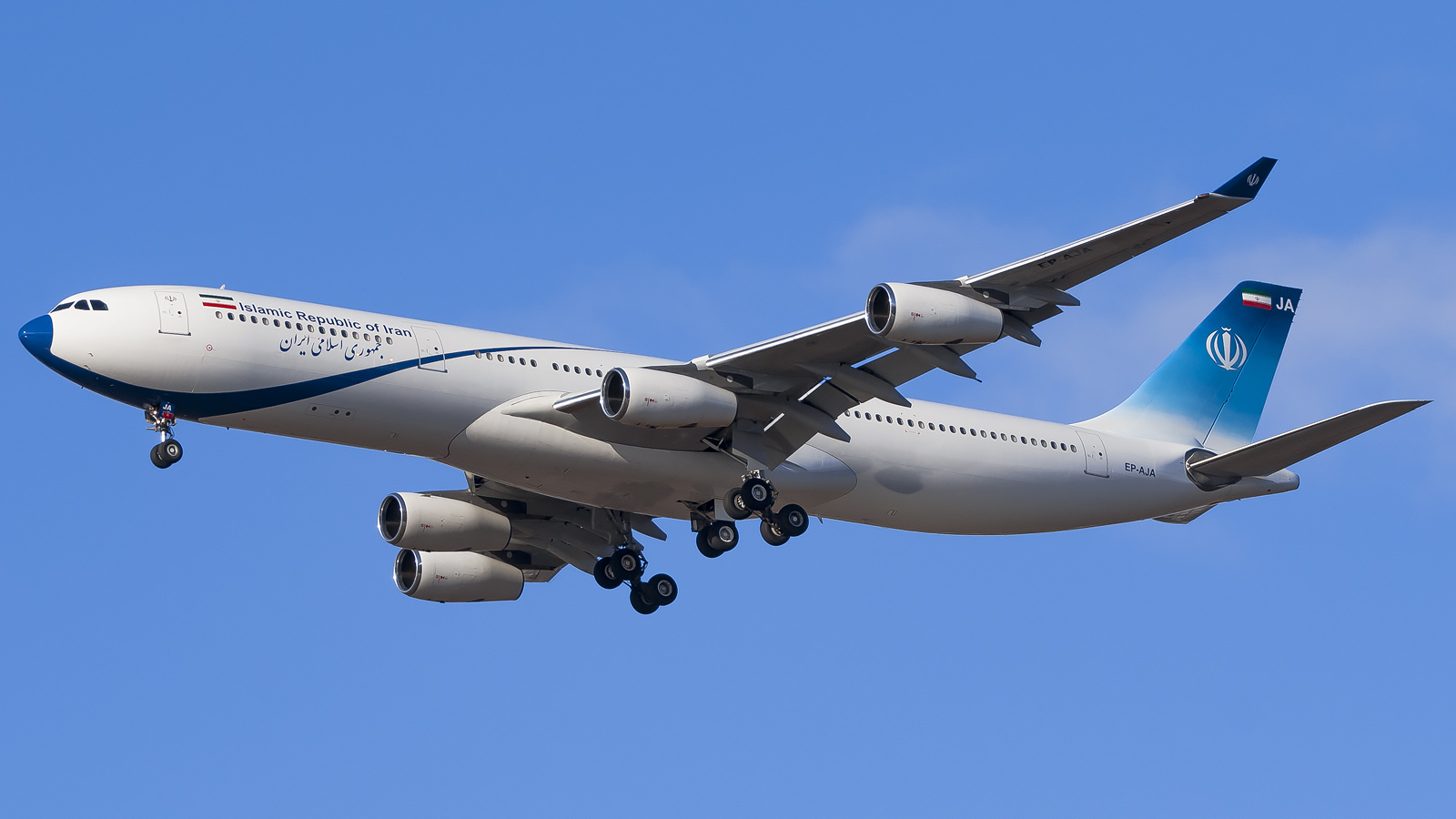
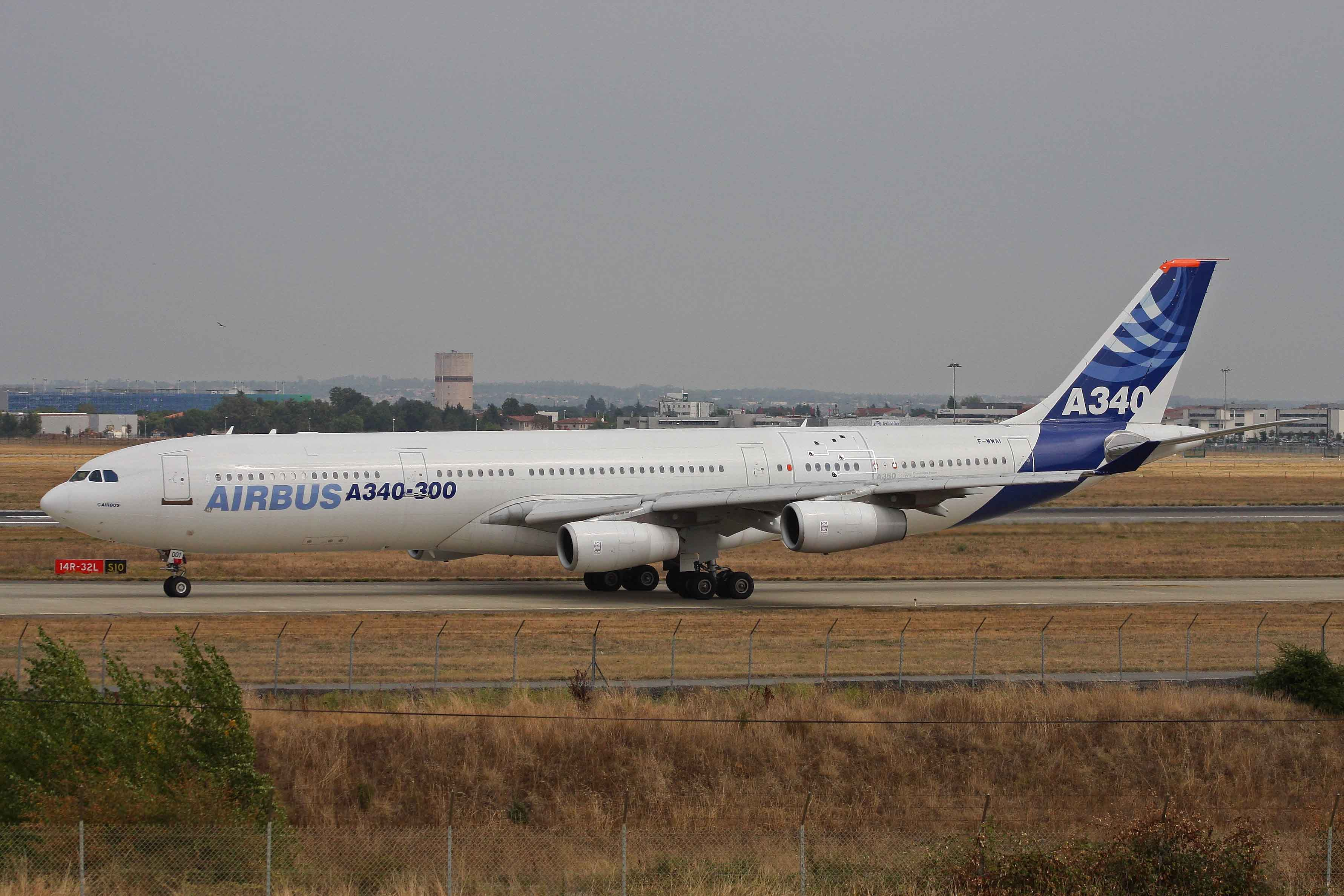
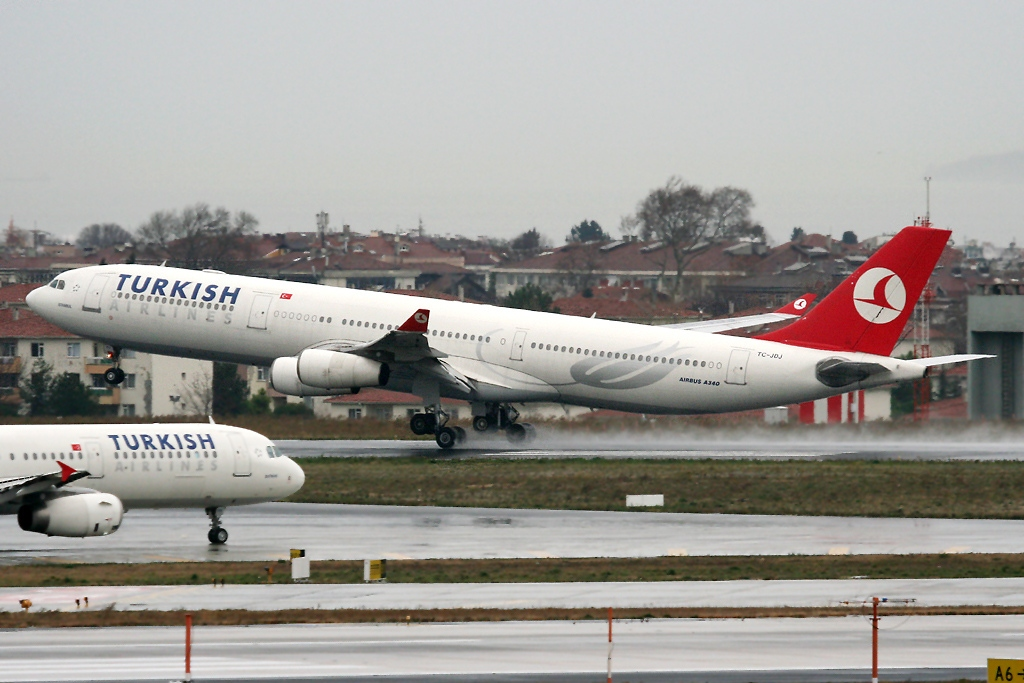
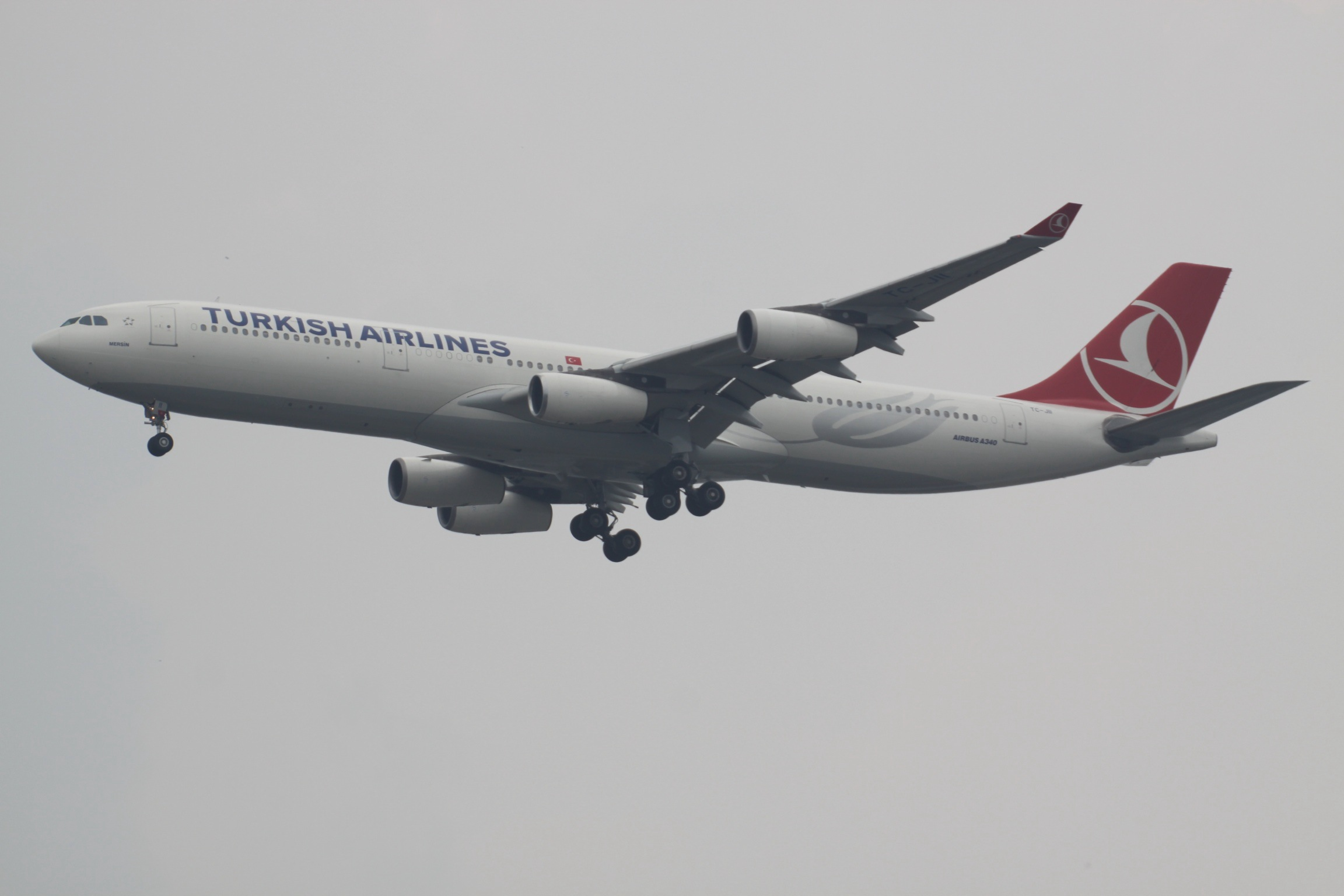
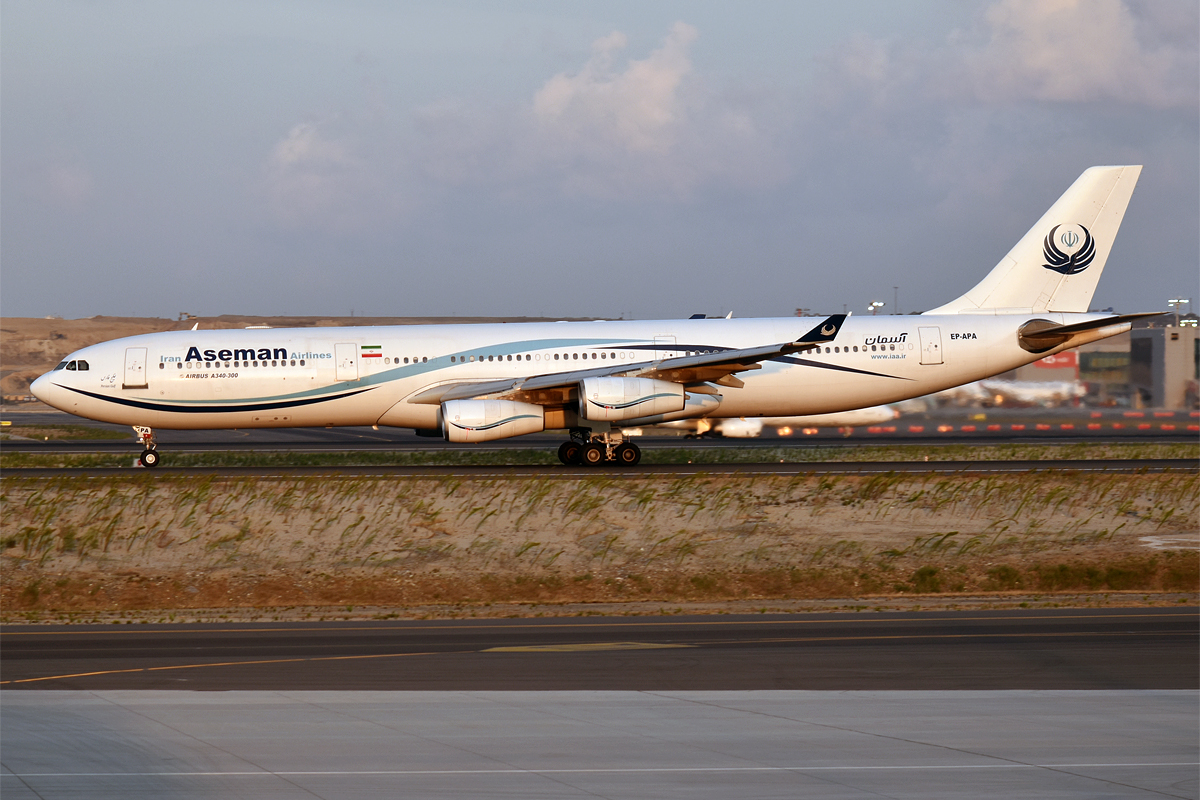